# Parellisina albida
Parellisina albida är en mossdjursart som först beskrevs av Walter Douglas Hincks 1880.  Parellisina albida ingår i släktet Parellisina och familjen Calloporidae. Inga underarter finns listade i Catalogue of Life.